# Der Rächer von Texas
Der Rächer von Texas (Originaltitel: Penhandle) ist ein US-amerikanischer Western aus dem Jahr 1948 von Lesley Selander mit Rod Cameron und Cathy Downs in den Hauptrollen. Der Film wurde von Monogram Pictures produziert.

## Handlung
In einer mexikanischen Grenzstadt betätigt sich der ehemalige Bandit John Sands als Händler und betreibt einen kleinen Laden. Von seiner Kundin Jean Stewart erfährt er, dass deren Vater mit mehreren anderen im texanischen Sentinel ermordet wurde. Unter den Mordopfern sei auch der Zeitungsverleger Billy Sands. Billy war Johns Bruder, was Jean allerdings nicht weiß. John macht sich auf den Weg nach Sentinel. Als er sich ein frisches Pferd kaufen will, wird er von Sheriff Jim als Bandit erkannt. Den Festnahmeversuch verhindert John, indem er Jim in die Hand schießt.
Als John kurz vor Sentinel ist, wird er von drei Revolvermännern angegriffen, die für den machtgierigen Saloonbesitzer Matt Garson arbeiten. John kann den Männern entkommen und im Blue Belle Hotel einchecken, wo er Garsons Sekretärin June O’Carroll kennenlernt. Von einigen Einwohnern der Stadt wird er gebeten, in der Stadt aufzuräumen und Garsons Machenschaften zu beenden. John erbittet sich Bedenkzeit und begleitet June nach Hause, um Garsons Eifersucht zu wecken. Am nächsten Tag reitet er zur Stewart-Ranch und gibt sich Jean als Billys Bruder zu erkennen. Sie erzählt ihm, dass sie und Billy heiraten wollten und zeigt ihm sein Grab.
Garsons Handlanger Schofield schießt auf John. John stellt Schofield in Garsons Saloon zur Rede, der jedoch von seinem Boss ein Alibi bekommt. Es kommt zu einer Prügelei mit Jack, ein weiterer Handlanger Garsons, die John erfolgreich besteht. Als er June zur Sonntagsmesse begleitet, fordert Garson, dass er die Stadt verlässt. June will jedoch nichts mehr mit Garson zu tun haben und kündigt. Schofield provoziert John zu einem Duell vor dem Saloon. John erschießt Schofield und zwei weitere von Garsons Männern. Auch Garson, der sich als Billys Mörder herausstellt, wird erschossen. John verspricht June, zu ihr zurückzukehren, sobald er seinen Namen reingewaschen hat.

## Produktion

### Hintergrund
Gedreht wurde der Film von Mitte September bis Anfang Oktober 1947 in Texas (u. a. in Amarillo und im Palo Duro Canyon), in den Alabama Hills sowie in den Universal-Studios in Universal City.
Für die Drehbuchautoren Champion und Edwards war der Film ihr Debüt als Produzenten. Champions Vater war mit A. P. Giannini befreundet, der für die Bank of America arbeitete. Giannini sagte zu, bei der Finanzierung zu helfen.
Champion und Edwards hatten ursprünglich vor, einen 16-mm-Film anzufertigen. Mit Steve Broidy von Monogram Pictures kam es dann zu einer Einigung. Champion und Edwards brachten 40.000 Dollar auf (2023: 548.000 Dollar), die Bank of America schoss 216.000 Dollar hinzu (2023: 2,9 Millionen Dollar) und Monogram beteiligte sich mit 140.000 Dollar (2023: 1,9 Millionen Dollar). Das Studio übernahm zudem auch die Kosten für die Postproduktion und die Verleihkopien.
1966 drehten Lesley Selander und John C. Champion mit Der Mann aus Texas ein Remake.

### Stab
Frank Perkins und Clifford Vaughan leiteten das Orchester.

### Besetzung
In kleinen nicht im Abspann erwähnten Nebenrollen traten Trevor Bardette, Tom Fadden, Charles Judels, Bud Osborne und Hank Patterson auf.
George DeNormand war einer der Stuntmen.

## Veröffentlichung
Die Premiere des Films fand am 22. Februar 1948 statt. In Österreich kam er am 23. Dezember 1949 in die Kinos, in der Bundesrepublik Deutschland erst 1950.

## Synchronisation
Die deutsche Stimme von Rod Cameron ist Franz Nicklisch.

## Kritiken
Das Lexikon des internationalen Films schrieb: „Zügig inszenierter kleiner Western.“
Die Filmzeitschrift Cinema befand: „Prima kleiner Western.“
Der Kritiker des TV Guide sah ein frisches und einfallsreiches Werk.